# توني بيترسن
توني بيترسن (بالإنجليزية: Tony Petersen)‏ هو لاعب كرة قدم أمريكية أمريكي، ولد في 9 أكتوبر 1966 في لودي في الولايات المتحدة.